# Hermann Paul Müller
| Hermann Paul Müller                                                  | Hermann Paul Müller            |
| -------------------------------------------------------------------- | ------------------------------ |
| Hermann Paul Müller nakon pobjede na Velikoj nagradi Francuske 1939. |                                |
| Državljanstvo                                                        | njemačko                       |
| Europsko automobilističko prvenstvo                                  |                                |
| Sezone                                                               | 1937. − 1939.                  |
| Momčadi                                                              | Auto Union                     |
| Utrke                                                                | 10                             |
| Prvenstva                                                            | 0                              |
| Pobjede                                                              | 1                              |
| Podiji                                                               | 2                              |
| Prvo startno mjesto                                                  | 0                              |
| Najbrži krugovi                                                      | 0                              |
| Prva utrka                                                           | Velika nagrada Belgije 1937.   |
| Prva pobjeda                                                         | Velika nagrada Francuske 1939. |
| Posljednja pobjeda                                                   | Velika nagrada Francuske 1939. |
| Posljednja utrka                                                     | Velika nagrada Švicarske 1939. |

Hermann Paul Müller (Bielefeld, Drugo Njemačko Carstvo, 21. studenog 1909. - Ingolstadt, Zapadna Njemačka, 30. prosinca 1975.) je bio njemački vozač motociklističkih i automobilističkih utrka.
Počeo se utrkivati 1928., a 1932. osvojio je naslov u prvenstvu motocikala s prikolicom. Godine 1936. osvojio je naslov u Njemačkom motociklističkom prvenstvu u klasi 500cc. Sljedeće se godine počeo utrkivati u automobilizmu za Auto Union. Godine 1937. počeo je nastupati u Europskom automobilističkom prvenstvu. Prvu i jedinu pobjedu ostvario je na Velikoj nagradi Francuske 1939. na stazi Reims-Gueux, kada je momčadskog kolegu Georga Meiera pretekao za cijeli krug. Iste sezone osvojio je i drugo mjesto na Velikoj nagradi Njemačke koja se vozila na Nürburgringu. Sezona je ubrzo prekinuta zbog izbijanja Drugog svjetskog rata. U trenutku prekida prvenstva, Müller je bio vodeći vozač u ukupnom poretku. Usprkos tome, Njemački automobilistički savez je dodijelio titulu drugoplasiranom Hermannu Langu. Razlog je bio bodovni sistem, koji je bio predmet rasprave cijelu sezonu. U svim sezonama Europskog automobilističkog prvenstva, prvak je postajao vozač s najmanje osvojenih bodova, a 1939. to se nastojalo promijeniti, tako da prvak postane vozač s najviše osvojenih bodova, no zahtjev nije naišao na odobrenje svih momčadi. Svakako AIACR, odnosno današnja FIA, nije dodijelio naslov niti jednom vozaču, a Njemački automobilistički savez nije bio nadležan za dodjelu naslova. Nakon završetka rata, Müller se vratio motociklizmu, gdje je nakon dva 3. mjesta u klasi 125cc i 250cc 1954., sljedeće 1955. osvojio naslov prvaka u klasi 250cc, a s 46 godina, do danas je ostao najstariji vozač koji je osvojio naslov svjetskog prvaka u jednoj od kategorija motociklizma.

## Vanjske poveznice
- Hermann Paul Müller - Driver Database